# Annika Walter
Pour les articles homonymes, voir Walter.
Annika Walter, née le 5 février 1975 à Rostock, est une plongeuse allemande.
Elle remporte une médaille d'argent en plateforme à 10 mètres aux Jeux olympiques de 1996 à Atlanta. Elle est aussi médaillée d'argent aux Championnats d'Europe de natation 1997.